# Parazalmoxis africanus
Genre
Espèce
Synonymes
- Parazalmoxis africana Roewer, 1913
- Parazalmoxia roewori Caporiacco, 1949
- Hypoxestus holmi Goodnight & Goodnight, 1959

Parazalmoxis africanus, unique représentant du genre Parazalmoxis, est une espèce d'opilions laniatores de la famille des Assamiidae.

## Distribution
Cette espèce se rencontre au Kenya et en Ouganda.

## Description
Le mâle syntype mesure 4 mm et la femelle syntype 3,5 mm.

## Publication originale
- Roewer, 1913 : « Arachnides. I Opiliones. » Résultats scientifiques du voyage de Ch. Alluaud et R. Jeannel en Afrique Orientale (1911–1912). Paris, p. 1–22.